# Информационно общество
Информационно общество е общество, в което производството, разпространението и употребата на информация са основните икономически, политически и културни дейности. Някои от основните характеристики на такова общество са:
- използване на информационни и комуникационни технологии във всички икономически и социални сфери
- висока заетост на работещо население в сферата на услугите (над 50%)
- намаляване на масовото производство и изчезване на част от големите индустриални компании
- глобализация и наличие на условия за изграждане на общество, където разстоянията не са определящ фактор за социална еднородност

## Теория
Някои хора като Антонио Негри и Нют Джингрих характеризират информационното общество, като общество, в което хората извършват нематериален труд. Пак Антонио Негри заедно с Майкъл Хардт определят нематериалния труд като „който увеличава нематериалните продукти като знание, информация, комуникация, отношение или емоционален отклик“ , или услуги, културни продукти, знание . С два типа: интелектуален труд който произвежда идеи, символи, кодове, текстове, изображения и прочее и афективен труд, който произвежда и манипулира афекти като благосъстояние, задоволство, вълнение, страст, тъга, радост и прочее. Това представлява марксисткото описание за Интернет обществото в рамките на съвременния капитализъм.